# جامعة أذربيجان الحكومية للاقتصاد
جامعة أذربيجان الحكومية للاقتصاد (بالأذرية: Azərbaycan Dövlət İqtisad Universiteti (ADIU))‏ هي جامعة عامة تقعُ في باكو بأذربيجان. تأسَّست جامعة أذربيجان الحكوميّة عام 1930 وهي واحدة من أكبر المؤسسات التعليمية في جنوب القوقاز. تضمُّ الجامعة 14 كلية؛ ويدرسُ فيها حوالي 16 ألف طالب كما تُقَدِّمُ برامج ماجستير في 57 تخصصًا ويعملُ فيها أكثر من 1000 معلم من بينهم 62 أستاذًا و344 طالب باحث بما في ذلك أعضاء نشطون في أكاديمية العلوم الوطنية الأذربيجانية وأكاديمية العلوم في نيويورك. تُعتبر جامعة أذربيجان الحكوميّة عضوًا في في رابطة الجامعات الأوروبية، المنظمة الإسلامية للتربية والعلوم والثقافة ومنظمة التعاون الاقتصادي للبحر الأسود. يوجدُ ما مجموعه 650 طالبًا جامعيًا وطلاب دراسات عليا من 10 دول في العالم يتلقون التعليم في جامعة أذربيجان الحكوميّة.
بحلول عام 2007؛ افتُتحَ مركز المكتبات والمعلومات ومركز مهني آخر للطلاب في داخل الجامعة كما تم افتتاح مبنى تعليمي جديد مُكوَّن من 7 طوابق يلبي أعلى المعايير الدولية؛ وكانت الجامعة الحكومية قد حصلت في نفسِ العام على جائزة «الجودة الأوروبية» المُقدَّمة من رابطة الجامعات الأوروبية. كان الاتجاهُ الاستراتيجي لتطوير جامعة أذربيجان الحكومية للاقتصاد هو الارتقاء بالعملية التعليمية إلى مستوى المعايير الدولية بحلول عام 2010؛ والانتهاء من عملية الاعتماد الدولية وضمان الامتثال الكامل لمشروع بولونيا بالإضافةِ إلى المشاركة الفعالة في السوق الدولية للخدمات التعليمية. يرأسُ الجامعة حاليًا الأستاذ عَدَالَتْ مُرَادُوفْ رفقةَ خمسٍ من النواب.

## التاريخ
كانت جامعة أذربيجان الحكومية للاقتصاد في الأصل جزءًا من جامعة باكو الحكومية ثمَّ أصبحت مؤسسة مستقلة في عام 1934. على مرِّ السنين؛ تغيَّر اسمُ الجامعة عدّة مرات وتم إعادة دمجها وإعادة فصلها عن ولاية باكو في عدة مناسبات. عند إنشائها في عام 1930؛ سُمّيت المدرسة «بمعهد التجارة التعاونية» وبعدها بثلاث سنوات غيّرت حكومة جمهورية أذربيجان الاشتراكية السوفيتية اسم الجامعة إلى «الجامعة الاجتماعية الاقتصادية الأذربيجانية» وعُرفت في وقتٍ ما باسمِ «جامعة كارل ماركس» على غرار تسمية الجامعة الطبية الأذربيجانية التي سُمِّيت باسمِ «جامعة ناريمان ناريمانوف». قدَّمت الجامعة في تلك الفترة مناهجَ في المحاسبة والقانون والمالية؛ وبحلول عام 1936 تم تغيير اسمها من جديدٍ إلى «المعهد الاجتماعي الاقتصادي الأذربيجاني» وظلّت في الوقتِ ذاته معروفةً باسمِ جامعة كارل ماركس. مع بداية الحرب العالمية الثانية؛ انضمَّت جامعة أذربيجان الحكوميّة إلى قسمِ الاقتصاد بجامعة ولاية باكو. وبحلول عام 1944 تمَّ فصل المدرسة مرة أخرى؛ فسُمّيت هذه المرة باسم «المعهد الاقتصادي الوطني الأذربيجاني». ظلَّ هذا الاسم قائمًا حتى آذار/مارس 1959 عندما تسببت الحرب في عودة الجامعة إلى حضن جامعة ولاية باكو من جديد. بحلول عام 1966؛ انفصلت الجامعة مرة أخرى عن جامعة باكو وظلت مستقلة منذ ذلك الحين كمؤسَّسة اقتصادية وطنية أذربيجان سُمِّيت باسمِ داداش بونيادزاد. غُيّر اسم الجامعة في عام 1987 إلى «معهد المالية والاقتصادية» ثم غُيِّر في عام 2000 إلى الاسمِ الحالي.

## فروع الجامعة

### فرع دربند
تأسَّس فرعُ دربند في جامعة أذربيجان الاقتصادية الحكومية في عام 1993 على يدٍ حيدر علييف ومع ذلك لم يتم الافتتاح الرسمي لفرع الجامعة في مدينة دربند بجمهورية داغستان التابعة للاتحاد الروسي إلَّا في تشرين الثاني/نوفمبر 2016. تبلغُ المساحة الإجمالية لفرع دربند أكثر من 11 ألف كم²؛ وبها 32 فصلًا دراسيًا بسعة إجمالية قدرها 1000 طالب. يُمكن للطلاب في الوقت الحالي الدراسة في أربعة مجالات:
- اقتصاد العالم
- المالية والائتمان
- المحاسبة والتحليل والتدقيق
- الاقتصاد العام

بالإضافةِ إلى ذلك؛ يُمكن لطلاب الفرع أيضًا الاستمتاع بجميع الامتيازات والعلاقات الدولية للجامعة حتى يتمكنوا من الحصول على دبلومات مزدوجة والمشاركة في التبادلات الدولية.

### فرع زاغالاتا
تحتَ جامعة أذربيجان للاقتصاد؛ يوجد أيضًا فرعٌ في إحدى مدن أذربيجان الشمالية الغربية وهي مدينة زاغالاتا. أُسَّس هذا الفرع ليكون بمثابةِ جامعة تربويّة وذلك بموجب مرسومٍ من رئيس جمهورية أذربيجان في 29 نيسان/أبريل 2016 وقد افتُتح الفرع رسميًا في 15 أيلول/سبتمبر 2016. يتمُّ تدريس 4 مواد رئيسيّة في فرع زاغالاتا:
- إدارة الأعمال
- التمويل
- المحاسبات
- الاقتصاد

درس في السنة الأولى في هذا الفرع ما عددهُ 113 طالبًا من 37 منطقة مختلفة من أذربيجان.

## التعاون الدولي

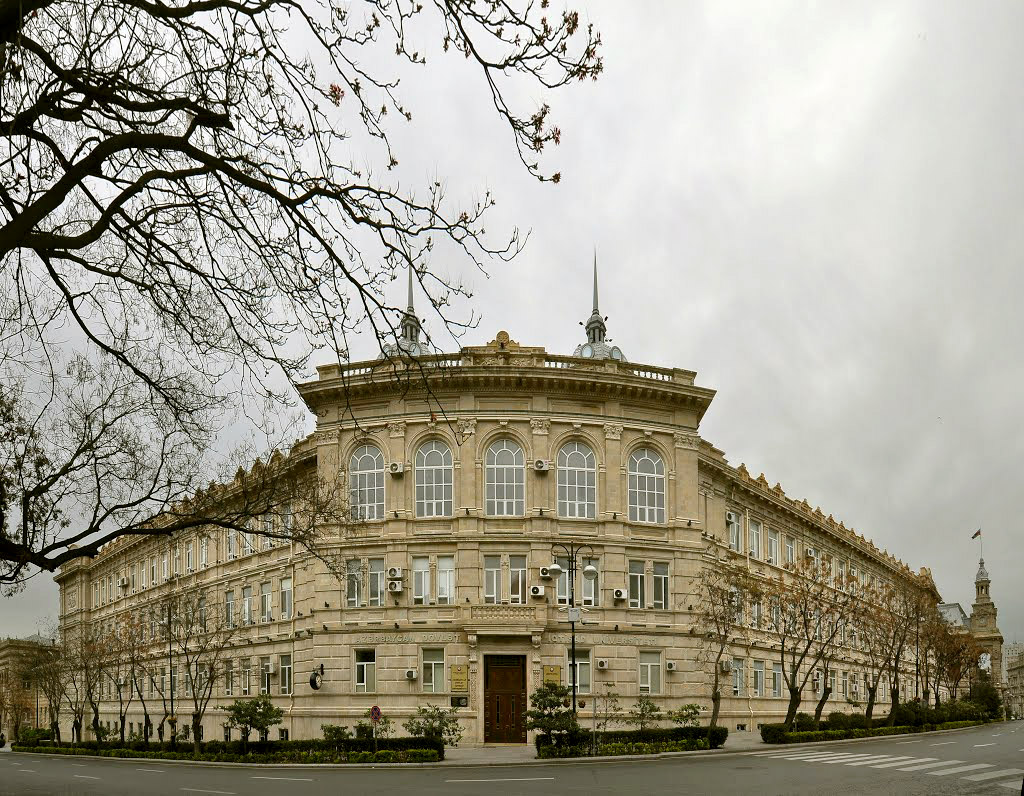
مبنى جامعة أذربيجان الحكومية في شارعِ الاستقلال

تتمتع جامعة أذربيجان الحكومية للاقتصاد بصلاتٍ مع الجامعات الأجنبية؛ حيث تتعاونُ مع جامعة سيجن في ألمانيا في تنظيم المدارس الصيفية والشتوية وكانت الجامعتان قد عقدتا في عام 2016 مدرسة شتوية شارك فيها معلمون وطلاب من عدّة دول. بدأت جامعة أذربيجان بالشراكة مع الجامعة الألمانية مشروعًا مُشتركًا جديدًا بعنوان «تعليم ريادة الأعمال: باعتبارهِ العامل الرئيسي في خلق الوظائف وفرص العمل في أذربيجان» في عام 2016؛ ومن المقرر الانتهاء منه في عام 2019.
فازت جامعة أذربيجان الحكوميّة في برنامج تيمبس بعد تقديمها لمشروع سُمِّي «تطوير وتحسين إدارة الجامعة في مجال العلاقات الدولية» ما مكّنها من الحصول على منحةٍ من قبل المفوضية الأوروبية لاستكمال البرنامج الذي تمَّ الانتهاء منه بالفعل في عام 2017 والذي كان الهدف الأساسي منه – بالإضافةِ إلى أهداف أخرى – تكوين علاقات دولية على أساس جذب الطلاب والمدرسين في البيئة التعليمية الدولية. حضر الحفل الختامي شخصيات مثل رئيس الجامعة عدالت مرادوف ورئيس مكتب البرنامج الوطني إيراسموس + أذربيجان السيّد بارفيز باجيروف وممثل وزارة التعليم الأذربيجانية ياشار عمروف ونائب رئيس الجامعة للعلاقات الدولية والبرامج شاهين بيرموف وكذلك ممثلين عن وزارة التعليم من كل من أوكرانيا وقيرغيزستان وطاجيكستان.
في عام 2015؛ ولأول مرة في أذربيجان انضمَّت جامعة أذربيجان الحكومية للاقتصاد إلى البرنامج الدولي لجامعة لندن - كلية لندن للاقتصاد. يتلقى طلاب الجامعة في إطار هذا البرنامج تعليمًا وفقًا لمناهج كلية أذربيجان وكلية لندن للاقتصاد كما يتم تزويدُ الطلاب بجميع المواد اللازمة وعند الانتهاء من التدريب يحصلُ طلاب هذا البرنامج على شهادتين. بالإضافةِ إلى كلية لندن للاقتصاد والسياسة؛ يُمكن للطلاب الحصول على دبلوم ثانٍ من جامعة مونبلييه الفرنسية في عام 2016؛ بحيثُ يمكن القيام بذلك بطريقتين:
- يمكن للطلاب الذهاب إلى جامعة مونبلييه من السنة الثالثة لمواصلة دراساتهم لمدة عامٍ هناك
- يُمكن للطلاب مواصلة دراستهم في جامعة أذربيجان الحكومية ولكن وفقًا لمناهج مونبلييه.

في كلتا الحالتين يحصل الطلاب على الاعتماد وشهادة الدبلوم الثاني من جامعة مونبلييه.

## الخِرِّيجين

### الدكتوراه الفخرية
- حيدر علييف الرئيس السابق والزعيم الوطني لجمهورية أذربيجان
- سوزان مبارك السيدة الأولى السابقة لجمهورية مصر العربية
- إسماعيل سراج الدين مدير مكتبة الإسكندرية الجديدة
- كونستانتينوس ستيفانوبولوس رئيس اليونان السابق
- جوزيف ستيجلز الحائز على جائزة نوبل
- إيريك ماسكين الحائز على جائزة نوبل في الاقتصاد والأستاذ بجامعة هارفارد
- فين كيدلاند الحائز على جائزة نوبل في الاقتصاد والأستاذ بجامعة كارنيجي ميلون في النرويج
- كريستوفر بيساريدس الحائز على جائزة نوبل في الاقتصاد ومدير أحد البرامج في كلية لندن للاقتصاد
- روبرت ماندل الأستاذ في جامعة كولومبيا - الولايات المتحدة الأمريكية والحائز على جائزة نوبل[16]
- روجر ميرسون الحائز على جائزة نوبل في الاقتصاد والأستاذ في جامعة أريزونا بالولايات المتحدة الأمريكية
- كينيث أرو الحائز على جائزة نوبل في الاقتصاد والأستاذ بجامعة هارفارد في الولايات المتحدة الأمريكية[16]

### أشهر الخريجين
- عصمت عباسوف نائب رئيس وزراء جمهورية أذربيجان
- أفاز الأكبروف وزير المالية السابق في جمهورية أذربيجان
- فيزولي الأكبروف وزير العمل والحماية الاجتماعية السابق في جمهورية أذربيجان
- عازير أميسلانوف رئيس قسم قضايا السياسات الزراعية في الإدارة الرئاسية لجمهورية أذربيجان
- حيدر أسدوف وزير الزراعة في جمهورية أذربيجان
- رفت أصلاني رئيس لجنة الدولة للأوراق المالية في جمهورية أذربيجان
- ناظم إبراهيموف رئيس لجنة الدولة للعمل مع الشتات في جمهورية أذربيجان
- تلمان إسماعيلوف رجل أعمال
- كرم حسنوف رئيس لجنة قضايا ملكية الدولة في جمهورية أذربيجان
- ميكاييل جباروف وزير التعليم في جمهورية أذربيجان
- إلدار محمود وزير الأمن القومي السابق في جمهورية أذربيجان
- فاضل محمدوف وزير الضرائب في جمهورية أذربيجان
- علي ماسيموف القائم بأعمال رئيس وزراء جمهورية أذربيجان
- سالم مسلوموف وزير العمل والحماية الاجتماعية للسكان في جمهورية أذربيجان
- شاهين مسطفاييف وزير الاقتصاد والصناعة في جمهورية أذربيجان
- إلمان رستموف رئيس مجلس إدارة البنك المركزي الأذربيجاني
- أريس حسينوف خبير اقتصادي

## الجوائز والشهادات
2006 - مُنحت جامعة أذربيجان الحكومية للاقتصاد «جائزة الحظ الذهبي» التي حصلت عليها من الأكاديمية الدولية لتقنيات التقييم وعلم الاجتماع وقد مُنحت الجائزة لإنشاء نموذجٍ جديدٍ للتعليم الاقتصادي في رابطة الدول المستقلة.
2006 - حصلت جامعة أذربيجان الحكوميّة للاقتصاد على الجائزة الوطنية «أوغور» لإسهاماتِ الجامعة في تطوير وتقدم العلوم وكذلك في تطوير الكوادر الوطنية.
2007 - حصلت الجامعة على جائزة «جامعة العام» التي نُظّمت على المستوى الوطني.
2007 - حصلت جامعة أذربيجان الحكومية على «جائزة إنتيليكت» لإنشائها مشروع مركز المعلومات.
2008 - حصلت جامعة أذربيجان الحكوميّة في المؤتمر الذي انعُقد في أنقرة على جائزةٍ تقديريّةٍ لمساهمتها في تطويرِ الثقافة التركية.
2009 - مَنحت الأكاديمية الدولية للمحترفين التي تأسست في كييف في عام 1996 «الميدالية الذهبية» لجامعة أذربيجان الاقتصادية الحكومية لإسهاماتها في المجال العلمي وتدريبِ الموظفين.
2009 - مُنحت ميدالية «دادا غورغود» لمدير الجامعة بسبب مساهمة الجامعة في تنمية أذربيجان من النواحي الاقتصادية والاجتماعية.
2010 - في إطار برنامج جائزة الألفية؛ حصلت جامعة أذربيجان الحكوميّة للاقتصاد على ثلاث جوائز بفضلِ إسهامات الجامعة في تطويرِ التقنيات التعليمية الحديثة وإدخالِ عددٍ من الابتكارات في النظام التعليمي.
2015 - حصلت الجامعة على شهادة «أفضل أداء» لأفضل عرضٍ تقديمي في معرض أذربيجان الدولي التاسع للتعليم والتدريب؛ لتكون بذلك جامعة أذربيجان هي الجامعة الوحيدة التي حصلت على شهادة أفضل أداء في المعرض الذي حضرهُ أكثر من 130 مؤسسةً للتعليم العالي من 16 دولة.
2015 - تمَّ الاعتراف بجامعة أذربيجان كعضوٍ كاملٍ في كلية إدارة الأعمال للمؤسسة الأوروبية لتطوير الإدارة (EFMD).
2016 - احتفظت جامعة أذربيجان الحكومية للاقتصاد بقيادتها بين الجامعات في أذربيجان وفقًا للقائمة التي تُصدر سنويًا من قِبل مؤسَّسَتَي ذا رانك ويب (بالإنجليزية: The Rank Web)‏ وويبو ميتريكس (بالإنجليزية: Webometrics)‏.
2016 - وفقًا لآخر نتائج عام 2016 المُقدَّمة من موقع يوني رانك (بالإنجليزية: UniRank)‏ الذي يُحدّد شعبية جامعات العالم على الإنترنت؛ كانت جامعة أذربيجان الحكومية هي الأولى بين الجامعات في أذربيجان.